# Adult
Adult (från latinets adultus "fullt utvecklad", "vuxen", av adolesco "växa upp") är inom biologin i allmänhet en term för utvecklingsstadiet då organismen är fortplantningsmogen.

## Ornitologi
Inom ornitologi är en adult individ en fågel som är könsmogen och har anlagt det "slutliga" fjäderdräktsmönstret och utvecklat de dräktkaraktärer som den sedan bär livet ut. Fågeln fortsätter att rugga livet ut, och många arter har olika dräkter på sommaren respektive vintern. Olika fågelarter anlägger adult fjäderdräkt efter olika många år. Som tumregel kan man säga att ju större fåglar desto fler år innan den anlägger adult fjäderdräkt. Under perioden när fågeln börjar närma sig adult fjäderdräkt, men inte är helt utfärgad används det oprecisa begreppet subadult.